# French Open-mesterskabet i mixed double 2015
French Open-mesterskabet i mixed double 2015 var den 103. mixed double-turnering ved French Open i tennis. Mesterskabet blev vundet af amerikanerne Bethanie Mattek-Sands og Mike Bryan, som i finalen besejrede Lucie Hradecká fra Tjekkiet og Marcin Matkowski fra Polen med 7-6, 6-1.
Dermed vandt Bethanie Mattek-Sands sin tredje grand slam-titel, men den første ved French Open, idet hun tidligere havde vundet to titler ved Australian Open: mixed double-titlen i 2012 sammen med Horia Tecău og damedouble-titlen i 2015 sammen med Lucie Šafářová.
Sejren var Mike Bryans 20. grand slam-titel i karrieren, men blot den fjerde i mixed double. Det var anden gang, at han vandt mixed double-titlen ved French Open, idet han i 2003 sikrede sig sejren sammen med Lisa Raymond.
Anna-Lena Grönefeld og Jean-Julien Rojer var forsvarende mestre og vandt i første runde over det topseedede par bestående af Sania Mirza og Bruno Soares, men det tysk-hollandske par blev derefter slået ud i anden runde af Chan Yung-Jan og John Peers.

## Hovedturnering

### Spillere
Turneringen havde deltagelse af 32 par. Heraf havde 26 par kvalificeret sig i kraft af deres ranglisteplacering, mens de sidste seks par havde modtaget et wildcard (WC).

### Resultater
| Sania Mirza  |
| Bruno Soares |

| A. Grönefeld      |
| Jean-Julien Rojer |

| A. Grönefeld      |
| Jean-Julien Rojer |

| Chan Hao-Ching |
| Marin Draganja |

| Chan Yung-Jan |
| John Peers    |

| Chan Yung-Jan |
| John Peers    |

| Chan Yung-Jan |
| John Peers    |

| Zheng Jie      |
| Henri Kontinen |

| Zheng Jie      |
| Henri Kontinen |

| C. de Bernardi |
| Maxime Hamou   |

| Zheng Jie      |
| Henri Kontinen |

| Andreja Klepac |
| Rajeev Ram     |

| Andreja Klepac |
| Rajeev Ram     |

| Caroline Garcia |
| Bob Bryan       |

| Zheng Jie      |
| Henri Kontinen |

| Jelena Vesnina |
| Nenad Zimonjić |

| Lucie Hradecká   |
| Marcin Matkowski |

| Michaëlla Krajicek |
| Florin Mergea      |

| Michaëlla Krajicek |
| Florin Mergea      |

| Lucie Hradecká   |
| Marcin Matkowski |

| Lucie Hradecká   |
| Marcin Matkowski |

| Jaroslava Sjvedova |
| Rohan Bopanna      |

| Lucie Hradecká   |
| Marcin Matkowski |

| Julie Coin    |
| Nicolas Mahut |

| Tímea Babos    |
| Alexander Peya |

| Abigail Spears |
| Scott Lipsky   |

| Abigail Spears |
| Scott Lipsky   |

| A. Parra Santonja |
| David Marrero     |

| Tímea Babos    |
| Alexander Peya |

| Tímea Babos    |
| Alexander Peya |

| Lucie Hradecká   |
| Marcin Matkowski |

| Martina Hingis |
| Leander Paes   |

| B. Mattek-Sands |
| Mike Bryan      |

| Alla Kudrjavtseva |
| J.S. Cabal        |

| Martina Hingis |
| Leander Paes   |

| Stéphanie Foretz  |
| É. Roger-Vasselin |

| Katarina Srebotnik |
| Horia Tecău        |

| Katarina Srebotnik |
| Horia Tecău        |

| Katarina Srebotnik |
| Horia Tecău        |

| Raquel Kops-Jones |
| Robert Farah      |

| M. Martínez Sánchez |
| Robert Lindstedt    |

| A. Pavljutjenkova |
| Ivo Karlović      |

| Raquel Kops-Jones |
| Robert Farah      |

| M. Martínez Sánchez |
| Robert Lindstedt    |

| M. Martínez Sánchez |
| Robert Lindstedt    |

| Andrea Hlaváčková |
| Marc López        |

| Katarina Srebotnik |
| Horia Tecău        |

| Kristina Mladenovic |
| Daniel Nestor       |

| B. Mattek-Sands |
| Mike Bryan      |

| M. Johansson     |
| Adrian Mannarino |

| Kristina Mladenovic |
| Daniel Nestor       |

| Chloé Paquet |
| Benoît Paire |

| A. Rodionova |
| A. Qureshi   |

| A. Rodionova |
| A. Qureshi   |

| A. Rodionova |
| A. Qureshi   |

| Alicja Rosolska |
| Raven Klaasen   |

| B. Mattek-Sands |
| Mike Bryan      |

| Elina Svitolina |
| Jamie Murray    |

| Elina Svitolina |
| Jamie Murray    |

| Eugenie Bouchard |
| Maks Mirnyj      |

| B. Mattek-Sands |
| Mike Bryan      |

| B. Mattek-Sands |
| Mike Bryan      |